# ماکینو نوبوآکی
ماکینو نوبوآکی (به ژاپنی: 牧野 伸顕 Makino Nobuaki); ۲۴ نوامبر ۱۸۶۱ – ۲۵ ژانویهٔ ۱۹۴۹) سیاستمدار، وزیر، دیپلمات اهل ژاپن بود.
ماکینو به عنوان مشاور ارشد امپراتور هیروهیتو در مورد موقعیت امپراتور در جامعه و سیاستگذاری ژاپن خدمت می‌کرد. در این مقام، وی با سازماندهی حمایت از گروه‌های ملی‌گرایی ژاپنی به نظامیگری جامعه ژاپن کمک شایانی کرد.
حتی پس از بازنشستگی در سال ۱۹۳۵، وی تا پایان جنگ جهانی دوم در سال ۱۹۴۵ به عنوان مشاور نزدیک به امپراتور باقی ماند.